# Colonial C-1 Skimmer
Il Colonial C-1 Skimmer era un monomotore anfibio leggero da turismo prodotto dall'azienda statunitense Colonial Aircraft Corporation negli anni quaranta.
Progettato da David Thurston, lo Skimmer è il capostipite di una serie di progetti sostanzialmente simili caratterizzati dalla configurazione a scafo centrale e dalla collocazione dorsale dell'impianto motore, in configurazione spingente, collegato ad un robusto pilone centrale.

## Storia

### Sviluppo
Nel 1946 David Thurston fondò una propria azienda, la Colonial Aircraft Corporation, per realizzare il proprio progetto di un compatto aereo anfibio destinato all'uso civile, lo Skimmer. Lo sviluppo continuò per due anni fino al 17 luglio 1948, data in cui venne portato in volo per la prima volta, ed ottenuta la certificazione avviato alla produzione in piccola serie.

## Descrizione tecnica
Lo Skimmer era caratterizzato da un aspetto inusuale; anfibio a scafo centrale di costruzione metallica, monoplano, monomotore in configurazione spingente collocato sopra lo scafo.
Lo scafo, realizzato in lega di alluminio, incorporava la cabina di pilotaggio chiusa a due posti affiancati più un piccolo scompartimento posteriore per un passeggero. Posteriormente terminava in una sottile trave di coda collegata ad un impennaggio cruciforme monoderiva.
L'ala a sbalzo era posizionata sulla line mediana appena dopo la cabina di pilotaggio ed integrava i due galleggianti equilibratori collegati alla parte inferiore delle semiali.
Era inoltre dotato di un carrello d'atterraggio triciclo anteriore, completamente retrattile all'interno dello scafo, che ne consentiva le operazioni di decollo ed atterraggio anche da una pista aeroportuale.
La propulsione era affidata ad un motore Avco Lycoming O-320, un 4 cilindri a cilindri contrapposti raffreddato ad aria capace di erogare una potenza di 150 hp (112 kW); questo era collocato in una gondola dorsale in posizione spingente e collegato alla parte superiore dello scafo
tramite un singolo pilone verticale.